# Chris Coy
Christopher James "Chris" Coy, född 1 maj 1986 i Louisville i Kentucky, är en amerikansk skådespelare. Han är mest känd för rollen som Calvin Bunker i Cinemax-serien Banshee, L.P. Everett i HBO-serien Treme, Martin i AMC-serien The Walking Dead, Jasper Baker i Prime Video-serien The Peripheral, och Paul Hendrickson i HBO-serien The Deuce. Han har även spelat rollen som Barry Horowitz i True Blood, Travis i Hostel: Part III, och Jimmy Tratner i Deliver Us from Evil.

## Filmografi (i urval)

### Filmer
- 2010 – Greenberg
- 2011 – Hostel: Part III
- 2011 – Little Birds
- 2014 – Deliver Us from Evil
- 2017 – Detroit
- 2018 – The Front Runner
- 2018 – Trial by Fire
- 2020 – The Killing of Two Lovers
- 2026 – Flowervale Street

### TV-serier
- 2009 – Numb3rs (TV-serie)
- 2009 – Monk (TV-serie)
- 2009 – Sons of Anarchy (TV-serie)
- 2009 – CSI: New York (TV-serie)
- 2009–2011 – True Blood (TV-serie)
- 2010 – Flashforward (TV-serie)
- 2010 – CSI: Crime Scene Investigation (TV-serie)
- 2010 – Rizzoli & Isles (TV-serie)
- 2011 – The Mentalist (TV-serie)
- 2011 – Justified (TV-serie)
- 2011 – Law & Order: Los Angeles (TV-serie)
- 2012 – Law & Order: Special Victims Unit (TV-serie)
- 2012 – Hawaii Five-0 (TV-serie)
- 2012 – Castle (TV-serie)
- 2012 – Emily Owens, M.D. (TV-serie)
- 2012–2013 – Treme (TV-serie)
- 2014 – Criminal Minds (TV-serie)
- 2014 – Bones (TV-serie)
- 2014 – Perception (TV-serie)
- 2014–2015 – The Walking Dead (TV-serie)
- 2015 – NCIS (TV-serie)
- 2015–2016 – Banshee (TV-serie)
- 2017 – Lethal Weapon (TV-serie)
- 2017 – Halt and Catch Fire (TV-serie)
- 2017–2019 – The Deuce (TV-serie)
- 2017 – Homeland (TV-serie)
- 2018 – Castle Rock (TV-serie)
- 2022 – The Peripheral (TV-serie)
- 2023 – Accused (TV-serie)
- 2025 – Black Rabbit (TV-serie)